# Biligere, Gubbi
Biligere là một làng thuộc tehsil Gubbi, huyện Tumkur, bang Karnataka, Ấn Độ.